# 维勒瓦勒朗
维勒瓦勒朗（法語：Vireux-Wallerand，法語發音：[viʁø valʁɑ̃]）是法国阿登省的一个市镇，属于沙勒维尔-梅济耶尔区。

## 地理
维勒瓦勒朗（50°5'2"N, 4°43'48"E）面积21.07 平方千米，位于法国大東部大區阿登省，该省份为法国北部内陆省份，西接埃纳省，南至马恩省，东临默兹省，北与比利时接壤。
与维勒瓦勒朗接壤的市镇（或旧市镇、城区）包括：欧布里沃、阿尔尼、艾布、耶尔日、默兹河畔蒙蒂尼、维勒莫兰。

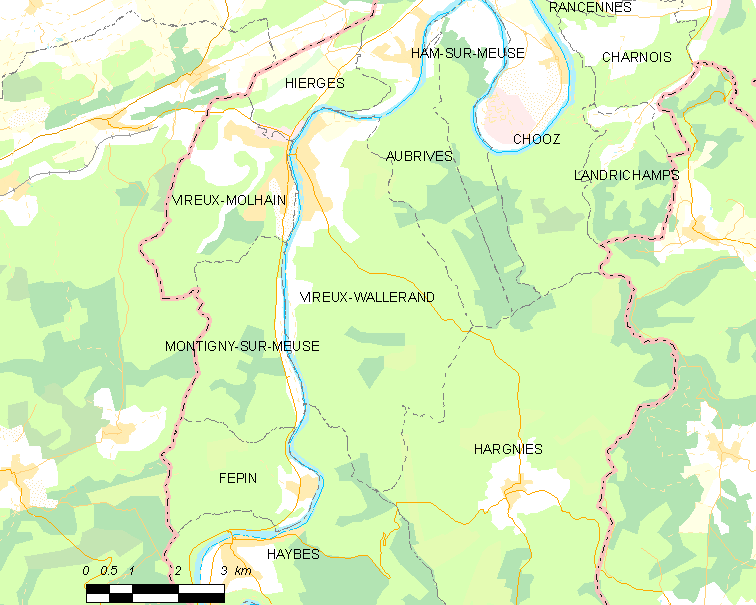
维勒瓦勒朗的OSM定位图

维勒瓦勒朗的时区为UTC+01:00、UTC+02:00（夏令时）。

## 行政
维勒瓦勒朗的邮政编码为08320，INSEE市镇编码为08487。

## 政治
维勒瓦勒朗所属的省级选区为日韦县。

## 人口

1962-2008年间维勒瓦勒朗人口变化图示

维勒瓦勒朗于2022年1月1日时的人口数量为1849人。